# Azpirotz
Azpirotz (Azpíroz en espagnol) est une commune située dans la municipalité de Larraun de la communauté forale de Navarre, dans le Nord de l’Espagne.
Cette commune se situe dans la zone bascophone de la Navarre. Elle est située dans la mérindade de Pampelune, à 36,5km de Pampelune. Sa population en 2021 était de 59 habitants.
Il existe deux autres noyaux de population dans cette municipalité, Lezaeta, qui forme une commune avec Azpirotz et la Seigneurie d'Eraso, mais qui dépendent de la commune d'Errazkin.

## Géographie
La commune d'Azpirotz est située dans la partie nord-ouest de la municipalité de Larraun, en terrain montagneux, dans les contreforts des montagnes de Gorriti, et à proximité du port du même nom, qui marque ainsi la division entre les deux bassins versants de Navarre, la Cantabrie et la Méditerranée. La commune est limitrophe, au nord-est, de la commune d'Uitzi, au sud-est, de la commune de Lekunberri, au sud, de la commune d'Albiasu, et à l'ouest, de celle de Lezaeta. Sa superficie est de 4,57 km², dont 1,36 km² de pâturages, et 1,05 km² de forêts à bois.
|         |          | Uitzi      |
| Lezaeta | Azpirotz |            |
|         | Albiasu  | Lekunberri |

## Population
| 2000 | 2001 | 2002 | 2003 | 2004 | 2005 | 2006 | 2007 | 2008 |
| ---- | ---- | ---- | ---- | ---- | ---- | ---- | ---- | ---- |
| 78   | 77   | 75   | 69   | 70   | 74   | 72   | 73   | 75   |

| 2009 | 2010 | 2011 | 2012 | 2013 | 2014 | 2015 | 2016 | 2017 |
| ---- | ---- | ---- | ---- | ---- | ---- | ---- | ---- | ---- |
| 72   | 73   | 72   | 64   | 62   | 65   | 62   | 62   | 69   |

| 2018 | 2019 | 2020 | 2021 | - | - | - | - | - |
| ---- | ---- | ---- | ---- | - | - | - | - | - |
| 68   | 63   | 59   | 59   | - | - | - | - | - |